# Metadata remover
Metadata remover è un tipo di software creato per proteggere la privacy degli utenti rimuovendo i metadati potenzialmente rischiosi per la privacy dai file prima che vengano condivisi con altri, ad esempio inviandoli come allegati in e-mail o pubblicandoli sul Web.
I metadati si trovano in molti tipi di file come documenti, fogli di calcolo, presentazioni, immagini, audio e video. Possono includere informazioni quali i dettagli sull’autore del file, le date di creazione e modifica del file, la posizione, la cronologia delle revisioni dei documenti, le immagini in miniatura e i commenti.
Poiché i metadati spesso non sono chiaramente visibili nelle applicazioni per la creazione di contenuti (a seconda dell'applicazione e delle relative impostazioni), vi è il rischio che l'utente non sia a conoscenza della loro esistenza o che se ne dimentichi e, qualora il file venisse condiviso, le informazioni private o riservate risulteranno inavvertitamente visibili. Lo scopo dei dispositivi di rimozione dei metadati è quello di ridurre al minimo il rischio di tali perdite di dati.
I dispositivi di rimozione dei metadati attualmente disponibili possono essere suddivisi in quattro gruppi:
- Strumenti di rimozione integrale dei metadati, inclusi in alcune applicazioni, come Document Inspector in Microsoft Office
- Strumenti per la rimozione di metadati in batch, in grado di elaborare più file contemporaneamente
- Componenti aggiuntivi del client di posta elettronica, progettati per rimuovere i metadati dagli allegati di posta elettronica prima dell'invio
- Sistemi basati su server, progettati per rimuovere automaticamente i metadati dai file in uscita sul gateway di rete